# Гальего, Америко Рубен
Аме́рико Рубе́н Галье́го (исп. Américo Rubén Gallego; 25 апреля 1955, Мортерос, провинция Кордова, Аргентина) — аргентинский футболист и тренер. В годы игровой карьеры выступал на позиции центрального полузащитника.

## Биография
За сборную Аргентины выступал с 1975 по 1982 год, за это время Гальего провёл 73 матч, забил 3 гола. Участник чемпионатов мира 1978 и 1982 годов. Чемпион мира 1978 года. Участник Кубка Америки 1975.
На клубном уровне выступал за «Ньюэллс Олд Бойз» и «Ривер Плейт». Дважды выигрывал чемпионаты Аргентины и по одному разу — Кубок Либертадорес и Межконтинентальный кубок.
За тренерскую карьеру пять раз приводил свои команды к победам в национальных чемпионатах. Четыре титула были завоёваны с тремя различными клубами («Ривер Плейт», «Индепендьенте», «Ньюэллс Олд Бойз») в Аргентине. Это повторение рекорда Хосе Юдисы, который также приводил к победам в чемпионатах Аргентины три разные команды. Кроме того, чемпионств с четырьмя различными командами разных стран (Гальего привёл к победе в чемпионате Мексики «Толуку») из аргентинских тренеров добивался также лишь Альфредо Ди Стефано.
В 1995—1999 годах работал в тренерском штабе сборной Аргентины, помогая своему другу Даниэлю Пасарелле.

## Достижения
Как игрок
- Чемпион Аргентины (2): 1981 (Насьональ), 1985/86
- Обладатель Кубка Либертадорес (1): 1986
- Обладатель Межамериканского кубка (1): 1986
- Обладатель Межконтинентального кубка (1): 1986
- Победитель Молодёжного турнира в Тулоне (1): 1975
- Чемпион мира (1): 1978

Как тренер
- Чемпион Аргентины (4): 1994 (Апертура), 2000 (Клаусура), 2002 (А), 2004 (А)
- Чемпион Мексики (1): 2005 (Апертура)
- Обладатель трофея Чемпион чемпионов Мексики (1): 2006